# Ambel Posada
Santiago Ambel Posada (Badajoz, 19 de abril de 1984), conocido artísticamente como Ambel Posada, es un torero español.

## Biografía
Ambel Posada nació el 19 de abril de 1984 en Badajoz
Viene de una dinastía de toreros, su abuelo es Juan Barranco Posada, es también sobrino del matador de toros Antonio Posada y hermano de Posada de Maravillas.

## Carrera profesional
Debutó con picadores el 13 de septiembre de 2003 en la Plaza de toros de Olivenza completando el cartel Javier Solis y Luis Bolívar con novillos de Bernardino Piriz.
Se presentó en las Ventas el 30 de abril de 2005 acartelado con Álvaro Justo y Alejandro Morilla con novillos de Román Sorando. 
Toma la alternativa en la Plaza de toros de Pamplona el 13 de julio de 2006 teniendo de padrino a El Juli y de testigo a Miguel Ángel Perera con toros de Fuente Ymbro.
Confirma alternativa en las Ventas el 22 de mayo de 2007 teniendo de padrino a Juan Bautista y de testigo a Sebastián Castella con toros de Puerto de San Lorenzo y La Palmosilla.